# Samosely

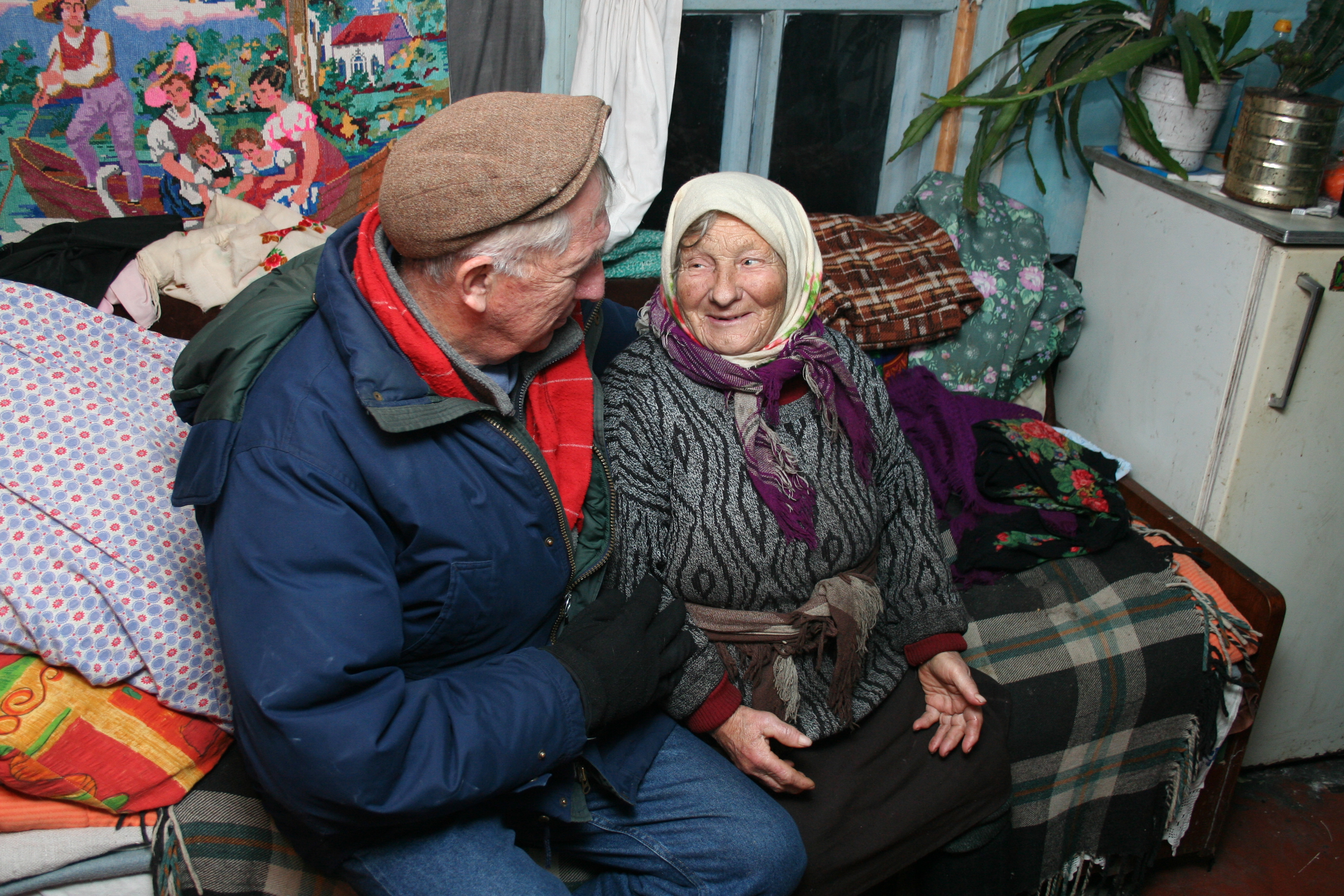
Dois samosely em 2007

Os Samosely (singular: samosel; em bielorrusso:  самасёлы, em russo:  самосёлы, em ucraniano:  самосели — "autocolonos", no sentido de ocupação por conta própria) são residentes dentro da zona de exclusão que envolve as áreas mais contaminadas em torno da Usina Nuclear de Chernobil na Bielorrússia e na Ucrânia. 

## Resumo
A zona de exclusão possui várias cidades e vilas abandonadas, cuja população residente é composta por pessoas que se recusaram a abandonar a região ou retornaram após esta ter sido fechada. A maioria dos samosely é de idosos residentes na região antes do acidente nuclear de Chernobil, ocorrido em 1986, ainda que parte dos residentes não seja originária da área, nem afetada pela contaminação do acidente à época. Os samosely vivem com muitas dificuldades, em meio a uma profunda estigmatização e vivem do que cultivam no solo contaminado da região.

## População
Na Ucrânia, a população de samosely era estimada em 197 pessoas em 2012, uma redução em relação aos 328 pessoas de 2007 e as 612 pessoas de 1999. A idade média de um samosel era de 63 anos em 2007. Em 2012, a administração da Zona de Exclusão extraoficialmente concedeu o direito de os samosely idosos continuarem a habitar a área, mas ordenou aos mais jovens que deixassem a área. Algumas famílias vivem ilegalmente em Chernobil após terem migrado de outras regiões para fugir da pobreza. A administração local informa que os invasores ocuparam várias casas na cidade, sem a permissão dos proprietários originais.
Em abril de 2013, a ministra ucraniana de Políticas Sociais, Natalia Korolevska, disse que os ocupantes da área recebem total apoio social do governo, mas excluiu a possibilidade de legalizar sua permanência na Zona de Exclusão, dado ser ainda proibido residir permanentemente ali. A ministra também disse que o ministério não registra ocupantes ilegais, mas estima que em 2013 seu número estaria entre 200 a 2000 pessoas.
Em seguida à deflagração da Guerra Civil no Leste da Ucrânia (Donbass), em 2014, vários refugiados desse conflito assentaram-se dentro da zona de exclusão de Chernobil ou nas proximidades.